# Пташевський Митрофан Максимович
Митрофан Максимович Пташевський (1862 — не раніше 1924) — остерський міський лікар, член III Державної думи від Чернігівської губернії.

## Життєпис
Народився 1862 року. Закінчив Чернігівську гімназію (1883) та медичний факультет Імператорського університету Святого Володимира в Києві.
Після закінчення університету був вільнопрактикуючим лікарем в Острі, потім працював земським лікарем у Остерському повіті. З 1895 року був остерським міським лікарем і завідувачем міської лікарні. Дослужився до чину колезького радника. Обирався гласним Остерської міської думи та почесним світовим суддею. Був членом Союзу 17 жовтня.
23 вересня 1908 року на додаткових виборах до Державної думи від 1-го з'їзду міських виборців Чернігівської губернії був обраний на місце Павла Федоровича Родіонова. Входив до фракції октябристів. Працював товаришем секретаря комісії з міських справ, а також членом інших комісій: розпорядчою, у справах православної церкви, виконання державного бюджету доходів і витрат, у переселенській справі.
Після закінчення повноважень III Державної думи повернувся до Чернігівської губернії, був земським лікарем Остерської дільниці та членом повітового відділення єпархіальної училищної ради. У 1914—1916 роках також обіймав посаду остерського міського лікаря і був лікарем жіночої прогімназії імені Є. Д. Іващенко.
Станом на 1 січня 1924 року — лікар радянської лікарні в Острі. Подальша доля невідома.